# كلية هيرتفورد
كلية هيرتفورد (بالإنجليزية: Hertford College, Oxford)‏  هي كلية في جامعة أكسفورد، تأسست في 1874، في المملكة المتحدة.

## معرض صور

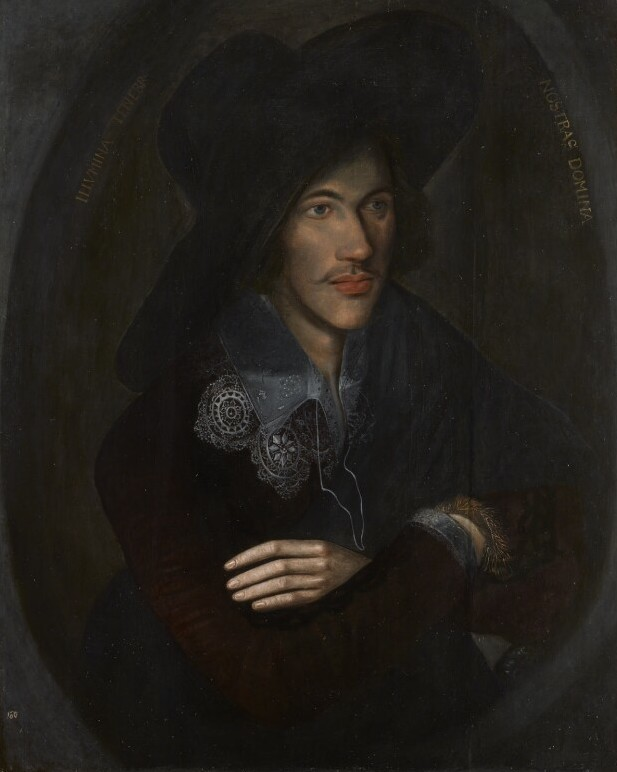
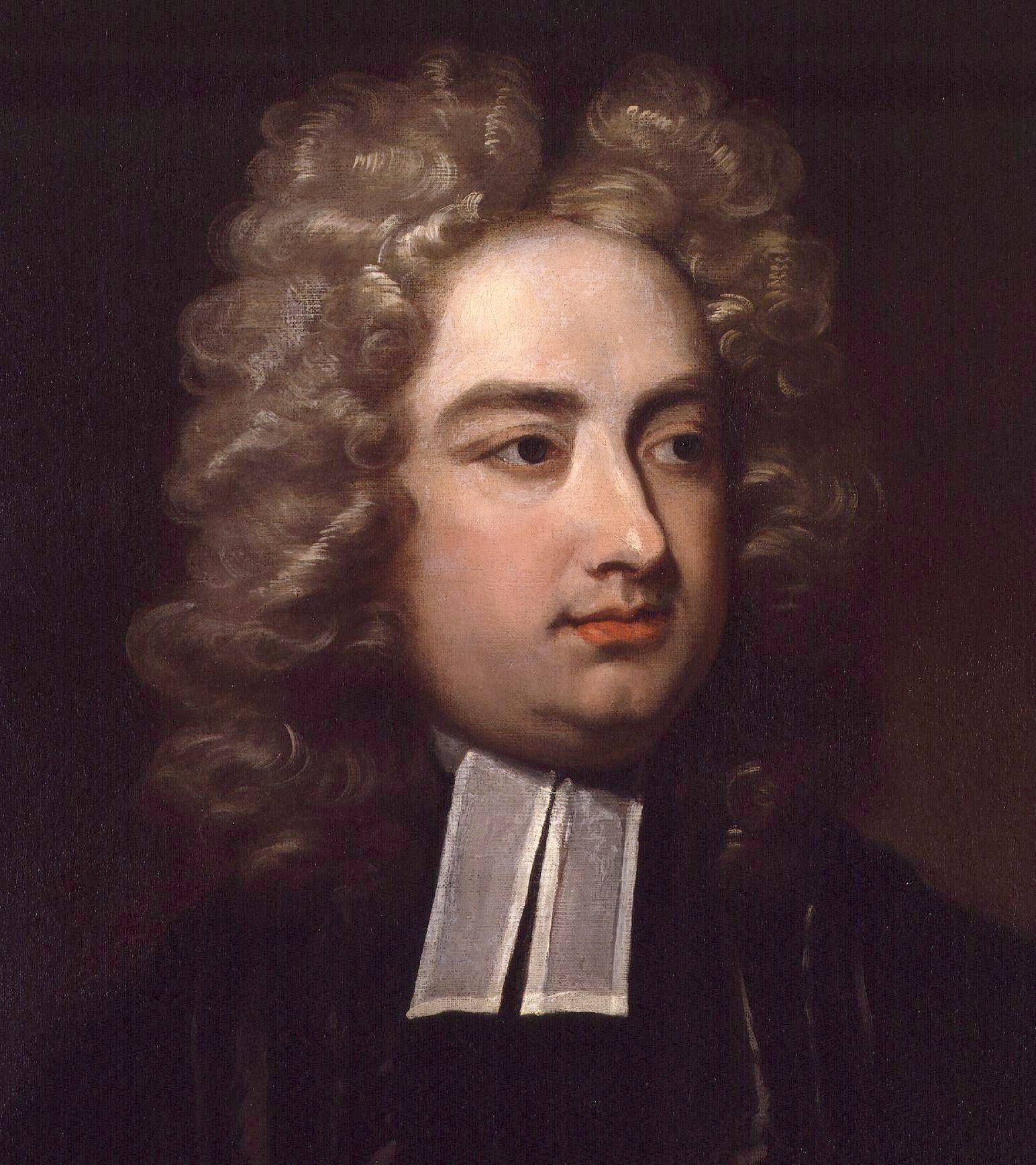
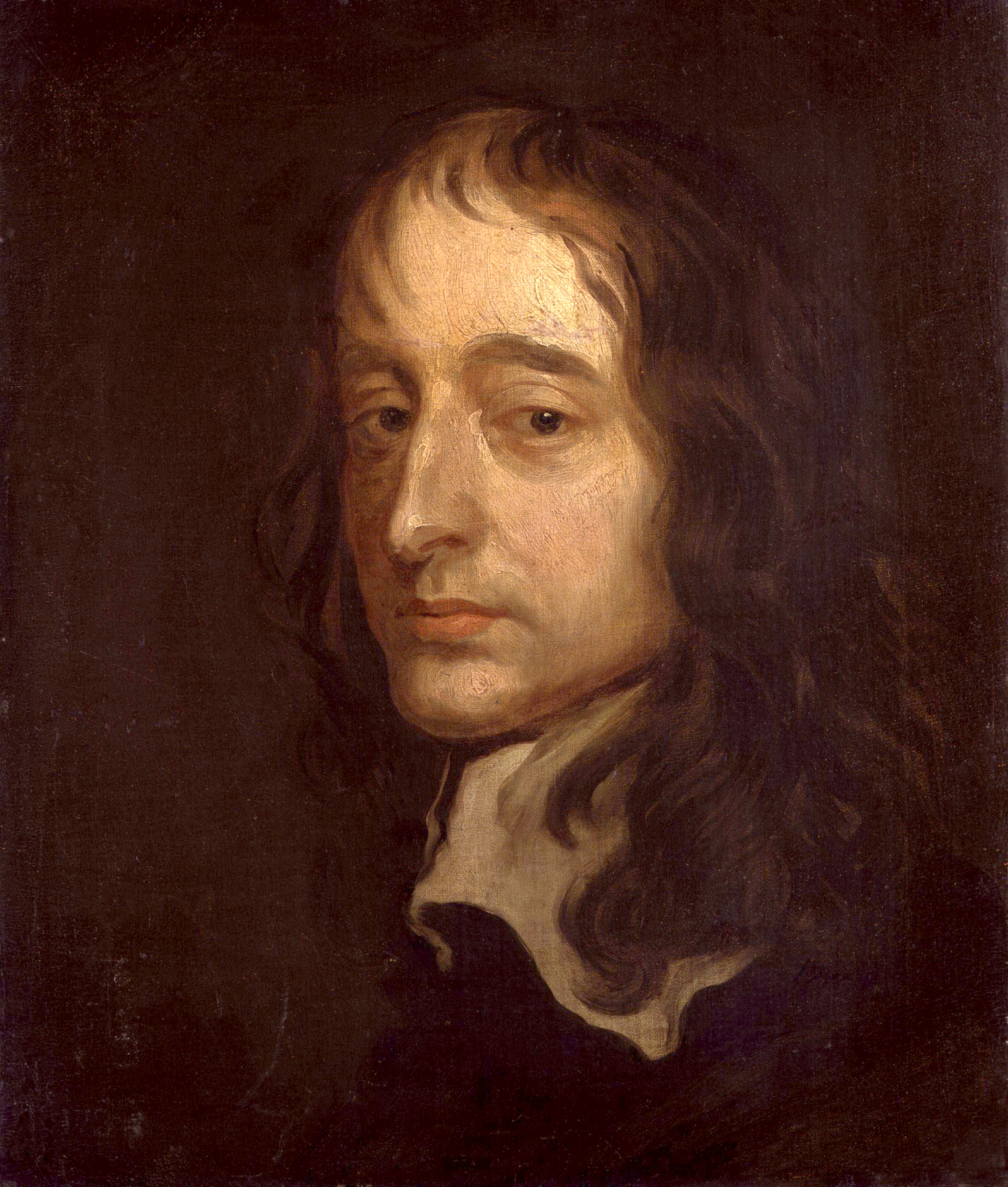
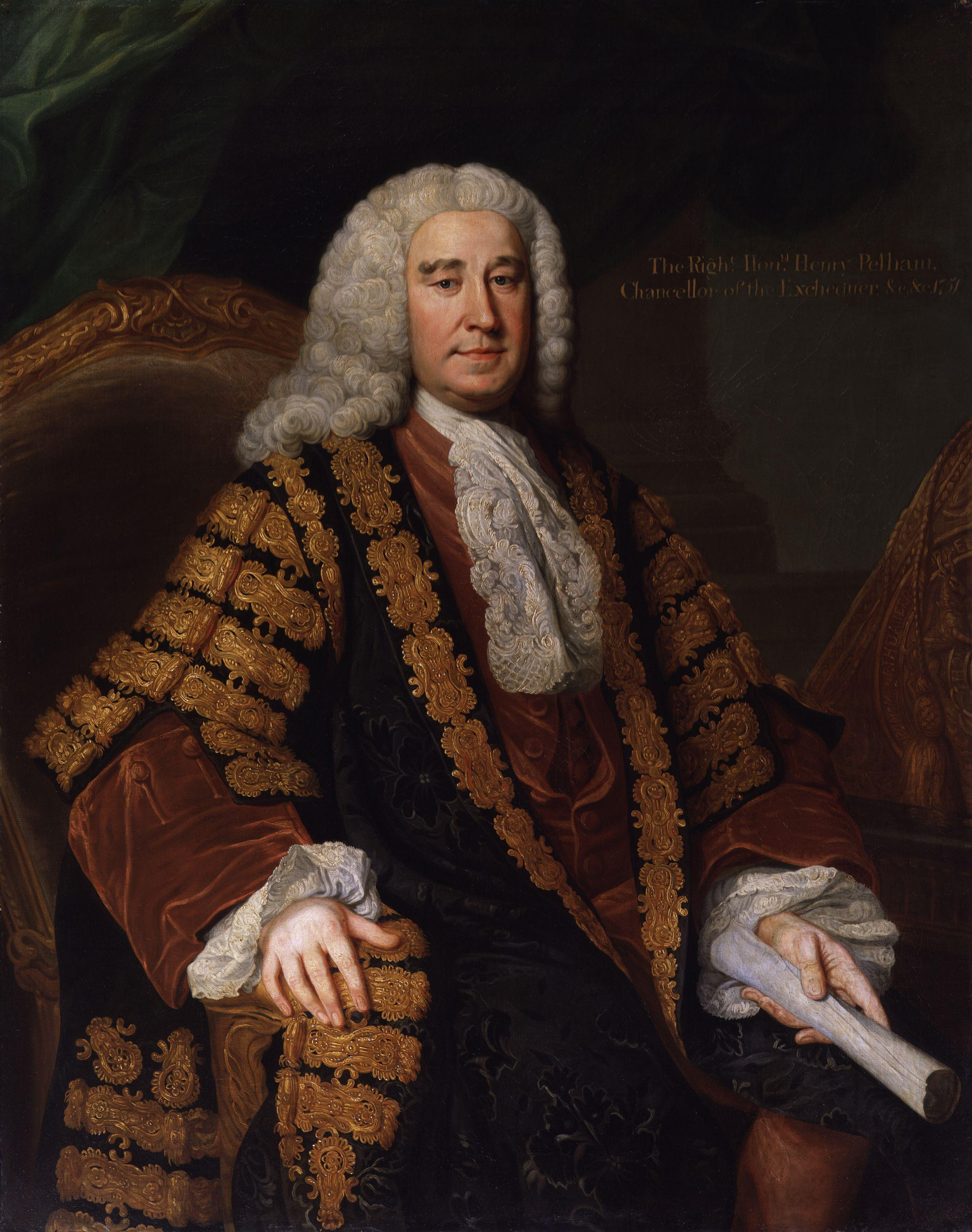
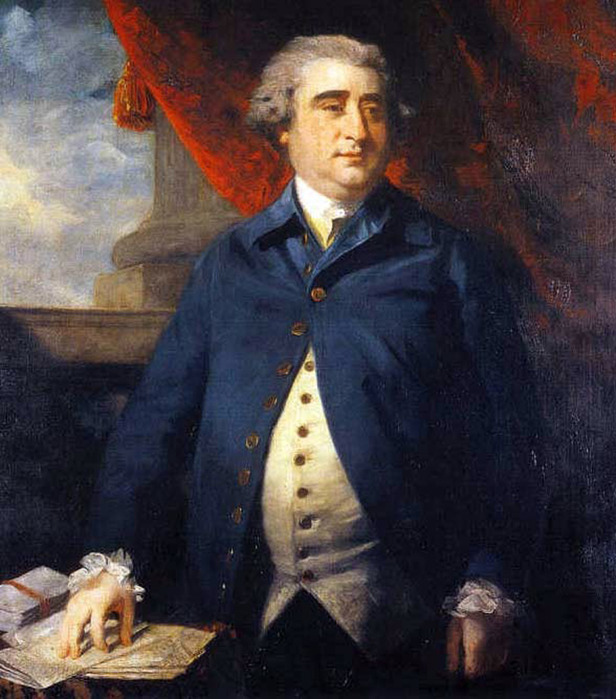